# Сидрабе
Си́драбе (латыш. Sidrabe) — населённый пункт в Елгавском крае Латвии. Административный центр Лиелплатонской волости. Находится на правом берегу реки Платоне. Расстояние до города Елгава составляет около 28 км.
По данным на 2015 год, в населённом пункте проживало 132 человека. Есть волостная администрация, дом культуры, магазин.

## История
В советское время населённый пункт входил в состав Лиелплатонского сельсовета Елгавского района. В селе располагалась центральная усадьба колхоза «Сидрабе».